# Agelasta pardalina subana
Agelasta pardalina subana es una subespecie de escarabajo longicornio del género Agelasta, categorizada en la tribu Mesosini, de la subfamilia Lamiinae. Fue descrita por Heller en 1924.

## Descripción
Mide 12-13 mm de longitud.

## Distribución
Se distribuye por Filipinas.